# Зморский, Роман
Роман Зморский (пол. Roman Zmorski; 9 августа 1822, Варшава — 19 февраля 1867, Дрезден) — польский поэт-славянофил, переводчик и фольклорист эпохи позднего романтизма.

## Биография

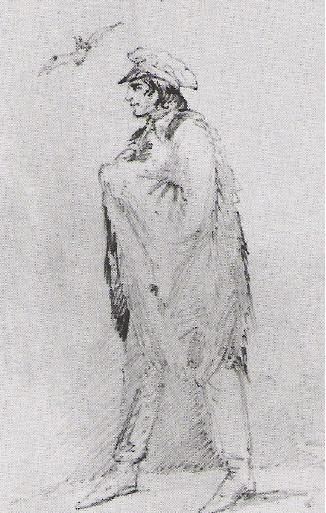
Портрет Романа Зморского авторства Циприана Камиля Норвида.

Родился в семье чиновника. В Варшаве получил среднее образование. Не имея возможности поступить в университет, самостоятельно занялся изучением языков, преимущественно славянских, в 1842—1843 собирал фольклор в Мазовии, а затем в течение 15-ти лет (1844—1859) путешествовал по славянским странам, на месте знакомясь с интересовавшими его памятниками славянской народной поэзии.
Сторонник панславизма, часто посещал Силезию; в 1848 побывал в земле лужицких сербов, а с 1850 г. подолгу жил в Сербии. Во время своих странствований усердно изучал нравы, обычаи и наречия разных славянских народов, собирал и записывал народные предания и песни и многие из них перевёл на польский язык. Так, в 1853 им был издан в Варшаве сборник «Narodowe pieśni serbskie», а в 1859 г. там же напечатан второй сборник сербских песен под заглавием «Kròlewicz Marko». Около этого же времени им составлена была обширная биография известного собирателя сербских песен — Вука Стефановича Караджича.
Был одним из редакторов печатных изданий «Nadwiślanin» i «Jaskułkа». В Бу́дышине издавал журнал «Stadło».
Участник тайного кружка Кароля Левитту, несколько месяцев находился в заключении в варшавской Цитадели.
В 1859—1863 годах поэт жил в Варшаве, в 1862 вновь был заключён в Цитадель, затем переселился в Дрезден, где и скончался 18 февраля 1867 г.

## Творчество
Писал под псевдонимам Роман Мазур (Roman Mazur) и Роман Замарский (Roman Zamarski).
Один из представителей своеобразного литературного направления в Польше, которое отчасти можно назвать второй эпохой романтизма. Видные романтики Польши первой трети XIX века, такие как Адам Мицкевич, Ю. Словацкий, С. Гощинский, после подавления польского восстания 1830 года ушли в мистицизм, или перестали писать, как, например, Ю. Б. Залеский.
В этот период времени в Варшаве образовался кружок молодых польских писателей-романтиков конца 1830—1840-х годов, отличавшихся талантом, юношеским пылом, демократическими симпатиями и безалаберной жизнью; их обыкновенно называют варшавской богемой или «Варшавской цыганерией», которые объединились благодаря общим настроениям протеста и сходной идейно-эстетической программе. К ним принадлежали: Влодзимеж Вольский, Нарциза Жмиховская, Ричард Бервинский, Эдмунд Василевский, Киприян и Людвик Норвиды, Юзеф Богуцкий и другие. Все они действовали в эпоху, когда польское общество начало оправляться от апатии, в которую впало после 1831 года. Подобно великим своим предшественникам, они превозносили чувство как силу, которая может больше сделать, чем холодный разум.
Их целью было не только пользоваться сюжетами народной поэзии, но и описывать жизнь народа, его стремления, идеалы и горькую судьбу. Так как польское государство закрепостило крестьян, то молодые поэты совершенно прервали связи с шляхетскими традициями.
К числу поэтических творений Р. Зморского, в основе которых лежит славянская народная поэзия, относятся также: «Podania i basnie ludu w Mazowszu» (Варшава, 1854 г.), «Domowe wspomnienia i powiastki» (Варшава, 1854 г.) и «Lazarica, ustęp z narodowych pieśni serbskich» (Варшава, 1860 г.). Сюда же отчасти может быть отнесена и вполне оригинальная поэма: «Wieza siedmiu wodzów, piesń z podań» (Познань, 1850 г.), в которой автор удачно переносит на берега Вислы старинную скандинавскую сагу, сливая её с мазовецкими преданиями.
К оригинальным произведениям Р. Зморского относится и более ранняя его фантастическая поэма «Lesław» (Познань, 1847 г.).
Он автор многих статей и стихотворений, напечатанных в разное время в «Bibliotece Warszawskiej» и в «Tygodniku Illustrowanym», среди них есть и переводы с немецкого языка нескольких саг Эленшлегера, произведений Шиллера и Гёте.
Полное собрание его сочинений вышло посмертным изданием (2 тома) в Лейпциге.